# SK Markvartovice
Sportovní klub Markvartovice je český fotbalový klub z obce Markvartovice, jehož A-mužstvo naposled hrálo v Přebor Moravskoslezského kraje (5. nejvyšší soutěž) v sezoně 2015/16. V sezoně 2016/17 měl přihlášena pouze dvě mládežnická mužstva (mladší žáky a přípravku).
Své domácí zápasy odehrává na stadionu Markvartovice.

## Historické názvy
- 1952 – JTO Sokol Markvartovice (Jednotná tělovýchovná organisace Sokol Markvartovice)
- 1953 – DSO Sokol Markvartovice (Dobrovolná sportovní organisace Sokol Markvartovice)
- 1957 – TJ Sokol Markvartovice (Tělovýchovná jednota Sokol Markvartovice)
- 2016 – SK Markvartovice (Sportovní klub Markvartovice)

## Umístění v jednotlivých sezonách
Zdroj: 
Legenda: Z - zápasy, V - výhry, R - remízy, P - porážky, VG - vstřelené góly, OG - obdržené góly, +/- - rozdíl skóre, B - body, červené podbarvení - sestup, zelené podbarvení - postup, fialové podbarvení - reorganizace, změna skupiny či soutěže
| Česko (2008 – ) |                                                            |                                                            |                                                            |                                                            |                                                            |                                                            |                                                            |                                                            |                                                            |                                                            |                                                            |
| Sezóny          | Liga                                                       | Úroveň                                                     | Z                                                          | V                                                          | R                                                          | P                                                          | VG                                                         | OG                                                         | +/-                                                        | B                                                          | Pozice                                                     |
| 2008/09         | I. B třída Moravskoslezského kraje – sk. B                 | 7                                                          | 26                                                         | 13                                                         | 3                                                          | 10                                                         | 81                                                         | 58                                                         | +23                                                        | 42                                                         | 5.                                                         |
| 2009/10         | I. B třída Moravskoslezského kraje – sk. B                 | 7                                                          | 26                                                         | 10                                                         | 3                                                          | 13                                                         | 59                                                         | 62                                                         | -3                                                         | 33                                                         | 8.                                                         |
| 2010/11         | I. B třída Moravskoslezského kraje – sk. B                 | 7                                                          | 26                                                         | 17                                                         | 3                                                          | 6                                                          | 68                                                         | 44                                                         | +24                                                        | 54                                                         | 1.                                                         |
| 2011/12         | I. A třída Moravskoslezského kraje – sk. A                 | 6                                                          | 26                                                         | 9                                                          | 5                                                          | 12                                                         | 53                                                         | 64                                                         | -11                                                        | 32                                                         | 8.                                                         |
| 2012/13         | I. A třída Moravskoslezského kraje – sk. A                 | 6                                                          | 26                                                         | 13                                                         | 2                                                          | 11                                                         | 42                                                         | 43                                                         | -1                                                         | 41                                                         | 4.                                                         |
| 2013/14         | I. A třída Moravskoslezského kraje – sk. A                 | 6                                                          | 26                                                         | 14                                                         | 8                                                          | 4                                                          | 63                                                         | 24                                                         | +39                                                        | 50                                                         | 2.                                                         |
| 2014/15         | Přebor Moravskoslezského kraje                             | 5                                                          | 30                                                         | 10                                                         | 5                                                          | 15                                                         | 59                                                         | 65                                                         | -6                                                         | 35                                                         | 13.                                                        |
| 2015/16         | Přebor Moravskoslezského kraje                             | 5                                                          | 30                                                         | 13                                                         | 4                                                          | 13                                                         | 57                                                         | 60                                                         | −3                                                         | 43                                                         | 6.                                                         |
| 2016/17         | V této sezoně nebylo A-mužstvo přihlášeno v žádné soutěži. | V této sezoně nebylo A-mužstvo přihlášeno v žádné soutěži. | V této sezoně nebylo A-mužstvo přihlášeno v žádné soutěži. | V této sezoně nebylo A-mužstvo přihlášeno v žádné soutěži. | V této sezoně nebylo A-mužstvo přihlášeno v žádné soutěži. | V této sezoně nebylo A-mužstvo přihlášeno v žádné soutěži. | V této sezoně nebylo A-mužstvo přihlášeno v žádné soutěži. | V této sezoně nebylo A-mužstvo přihlášeno v žádné soutěži. | V této sezoně nebylo A-mužstvo přihlášeno v žádné soutěži. | V této sezoně nebylo A-mužstvo přihlášeno v žádné soutěži. | V této sezoně nebylo A-mužstvo přihlášeno v žádné soutěži. |